# Villa Bonanno

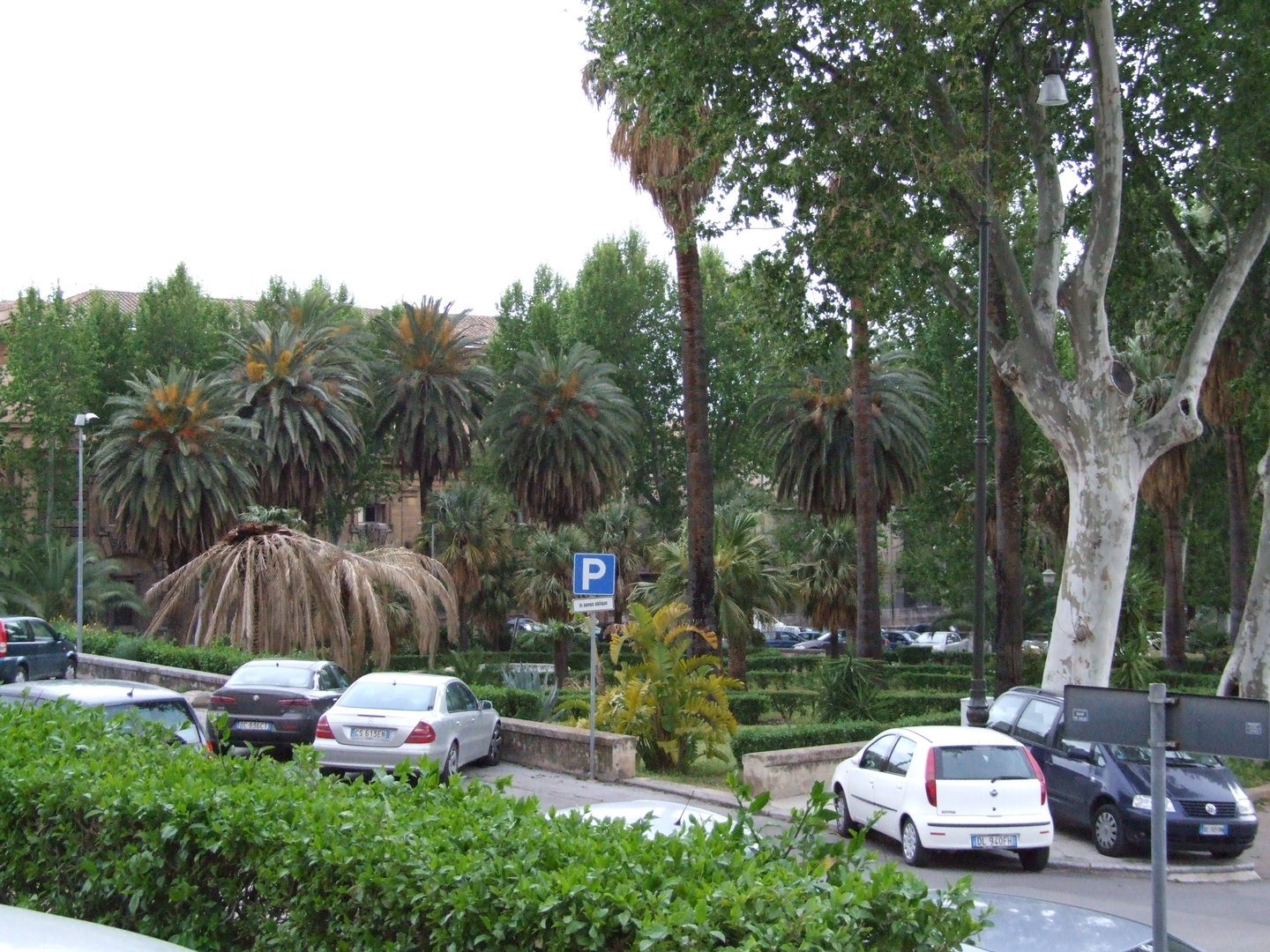
Park genaamd Villa Bonanno in Palermo, Italië

De Villa Bonanno is een stadspark in Palermo, de hoofdplaats van het Italiaanse eiland Sicilië. Het bevindt zich op de Piazza della Vittoria, en bijgevolg in de nabijheid van de Palazzo dei Normanni en de kantoren van de burgerlijke en militaire overheden van Sicilië. Het grootste deel van de Piazza della Vittoria is ingenomen door dit park, dat gekenmerkt is door zijn palmbomen.

## Naam
In tegenstelling tot wat de naam aangeeft, gaat het niet om een villa. Het is een stadspark. De naam werd postuum gegeven ter ere van de burgemeester van Palermo Pietro Bonanno (1863-1905).

## Historiek
De Villa Bonanno en in het algemeen de Piazza della Vittoria vormen al eeuwen het plein voor het Palazzo dei Normanni. Samenkomsten van Palermitanen vonden er plaats voor diverse gelegenheden. Zo werden er tijdens het Spaans bestuur de corrida’s gehouden. 
In 1868 maakte Palermo zich op om het kroonprinsenpaar Umberto en Margaretha van Savoye te ontvangen. Graafwerken moesten het plein egaliseren. Hierbij stootten arbeiders op resten van twee Romeinse villa’s. De ene villa dateerde uit de 3e eeuw en de andere uit de 2e eeuw v.Chr dus nog in de tijd van Groot-Griekenland. In beide villa’s legden archeologen mozaïekvloeren bloot. Sommige mozaïeken werden uitgebroken – iets wat moderne archeologen niet meer zouden doen – en tentoongesteld in het Museo Archeologico Regionale Antonio Salinas. Daarnaast werd nog een Romeinse begraafplaats gevonden waarbij de doden van de aardbeving van het jaar 365 zouden begraven zijn. 
In 1904 vatte burgemeester Bonanno het plan op om dit wanordelijk geworden plein opnieuw aan te leggen. Hij koos voor een palmentuin met brede wandelpaden. Bonanno stierf in 1905 nog voor hij het afgewerkte stadspark kon zien.
De nabijheid van overheidsgebouwen maakt dat in de Villa Bonanno al eens officiële plechtigheden plaats vinden.

## Beschrijving
Het park telt lanen afgeboord met rijen palmbomen. De twee Romeinse ruïnes werden in het park geïncorporeerd.
In de Villa Bonanno bevinden zich de volgende monumenten:
- Buste van burgemeester Pietro Bonanno, een ontwerp van Ernesto Basile en uitgevoerd door Domenico Costantino
- Buste van de schilder Salvatore Lo Forte (1804-1885)
- Een monument ter ere van koning Filips V van Spanje, een 19e-eeuws werk op basis van een plan uit de 17e eeuw
- Een monument voor generaal Carlo Alberto dalla Chiesa
- Beeldhouwwerken van Carlo D’Aprile, Gaspare Guercio en Gaspara Serpotta.

## Fotogalerij

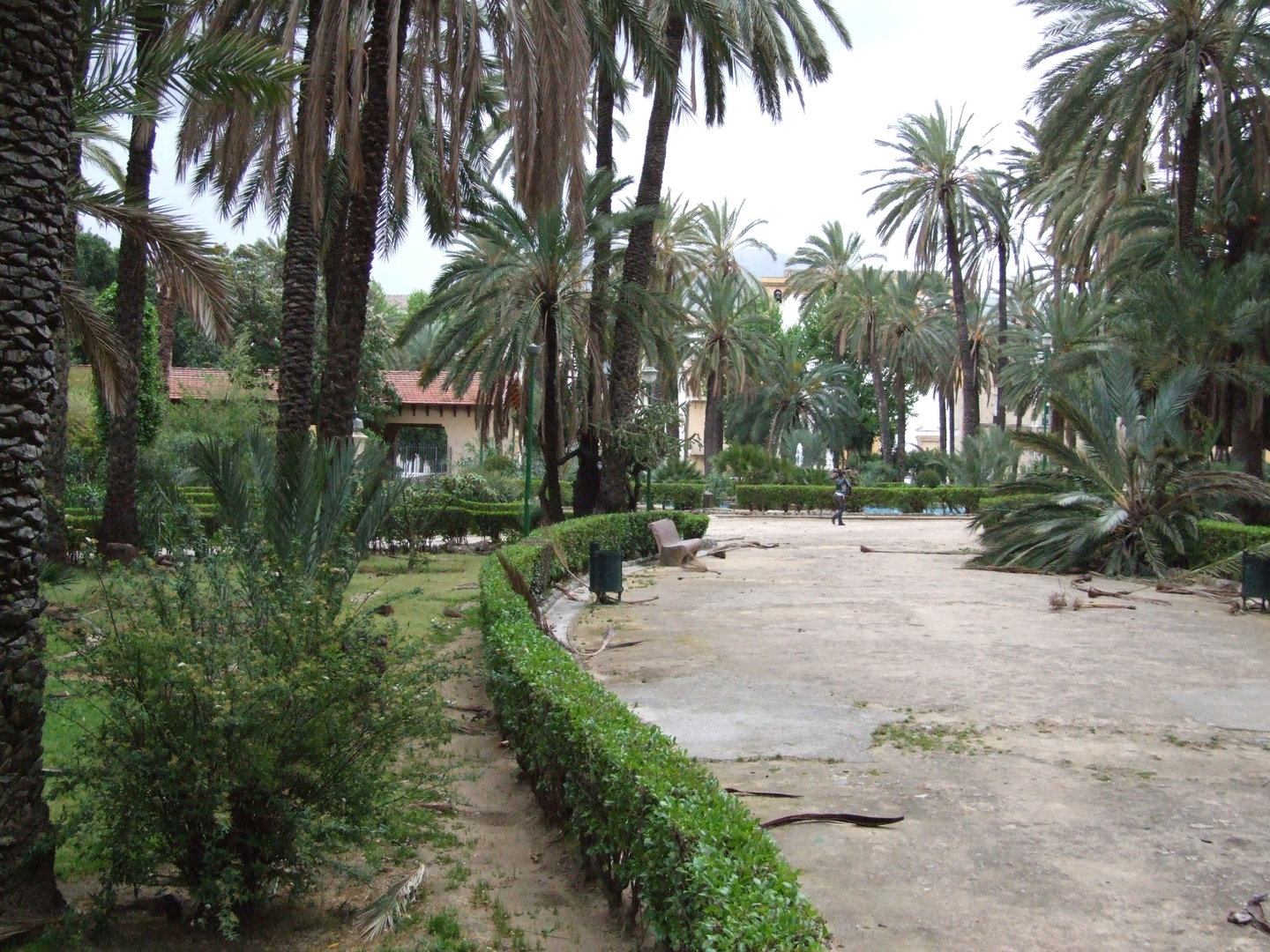
Wandelpad
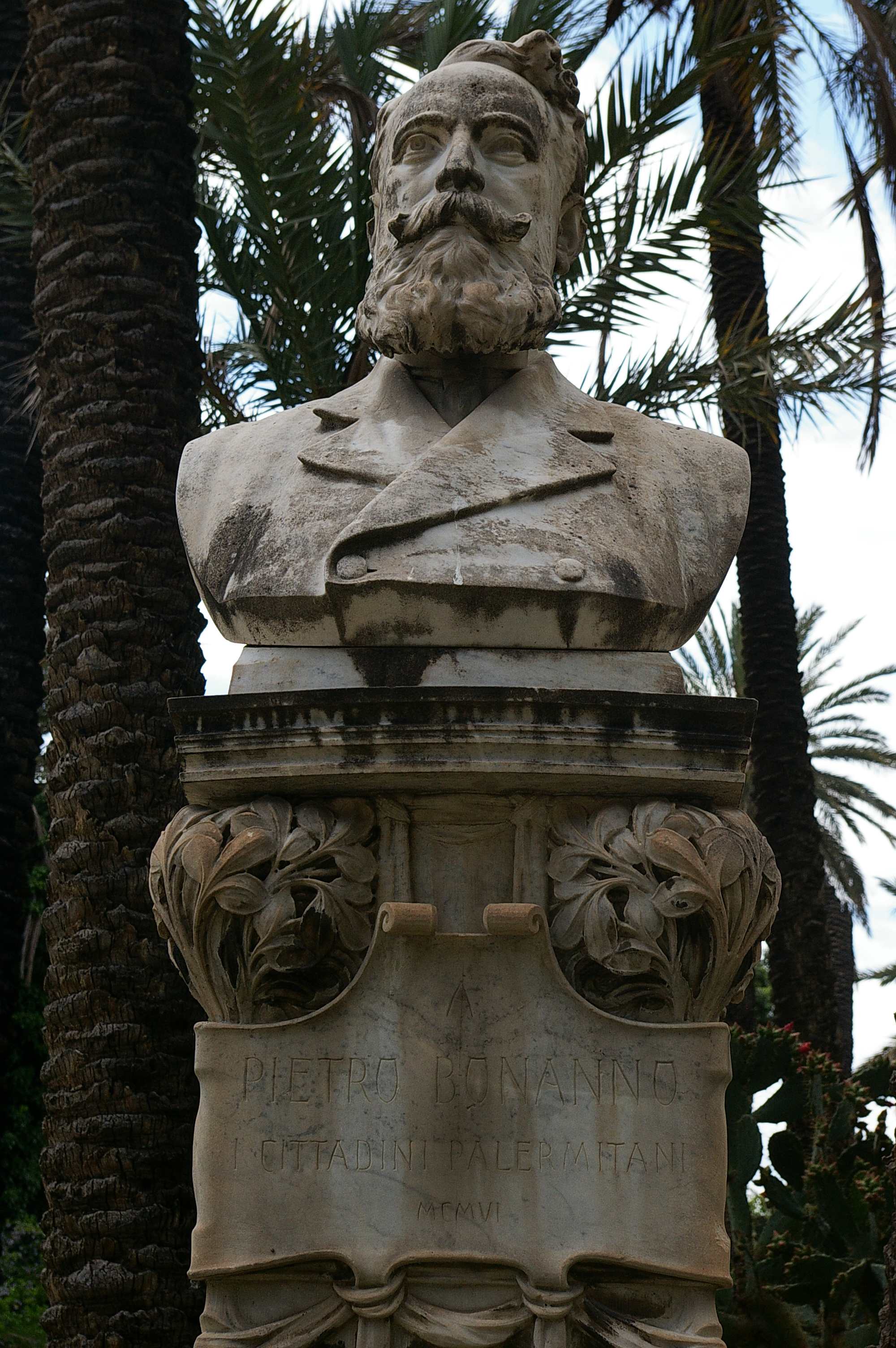
Buste burgemeester Bonanno
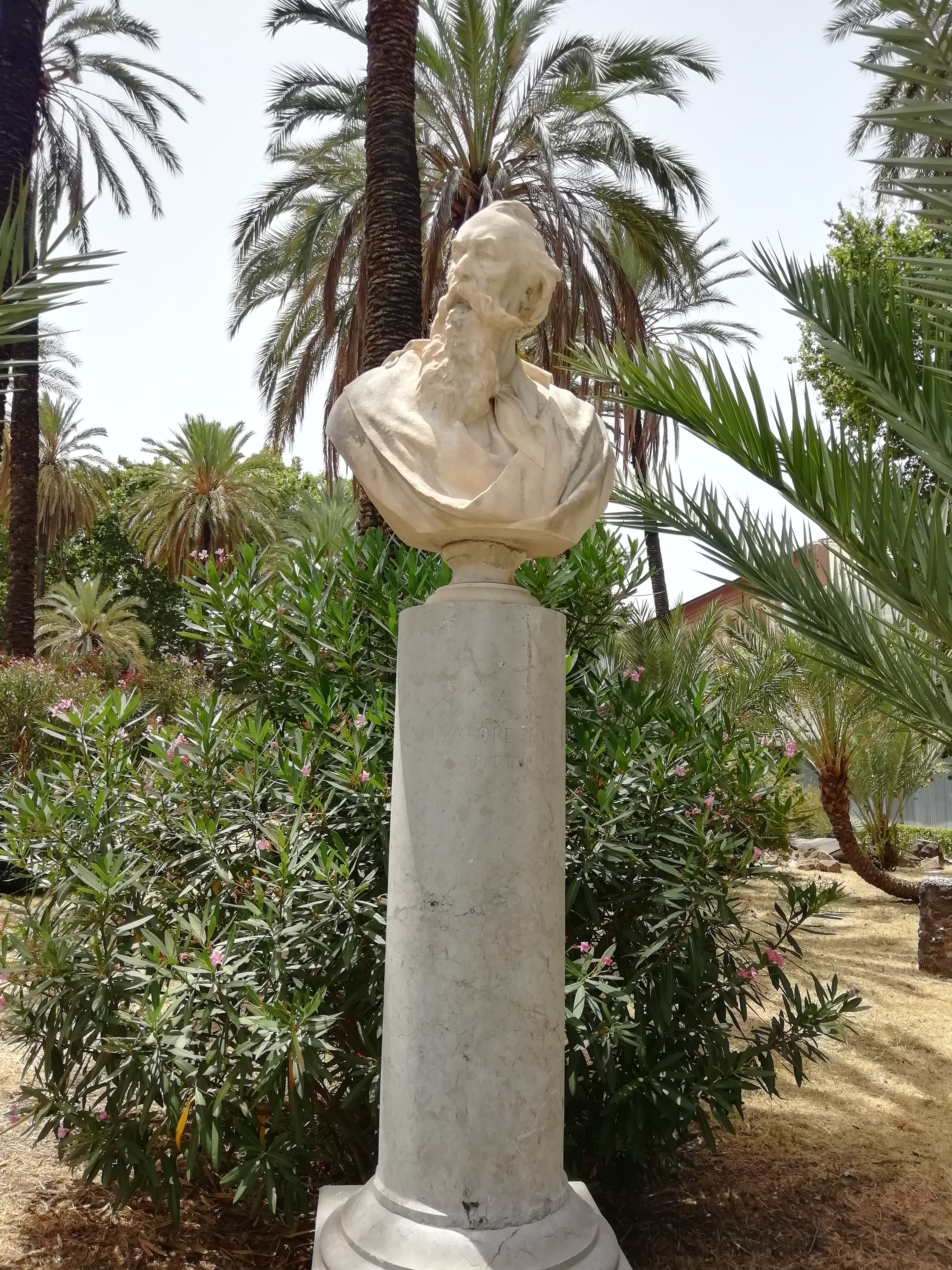
Buste Salvatore Lo Forte
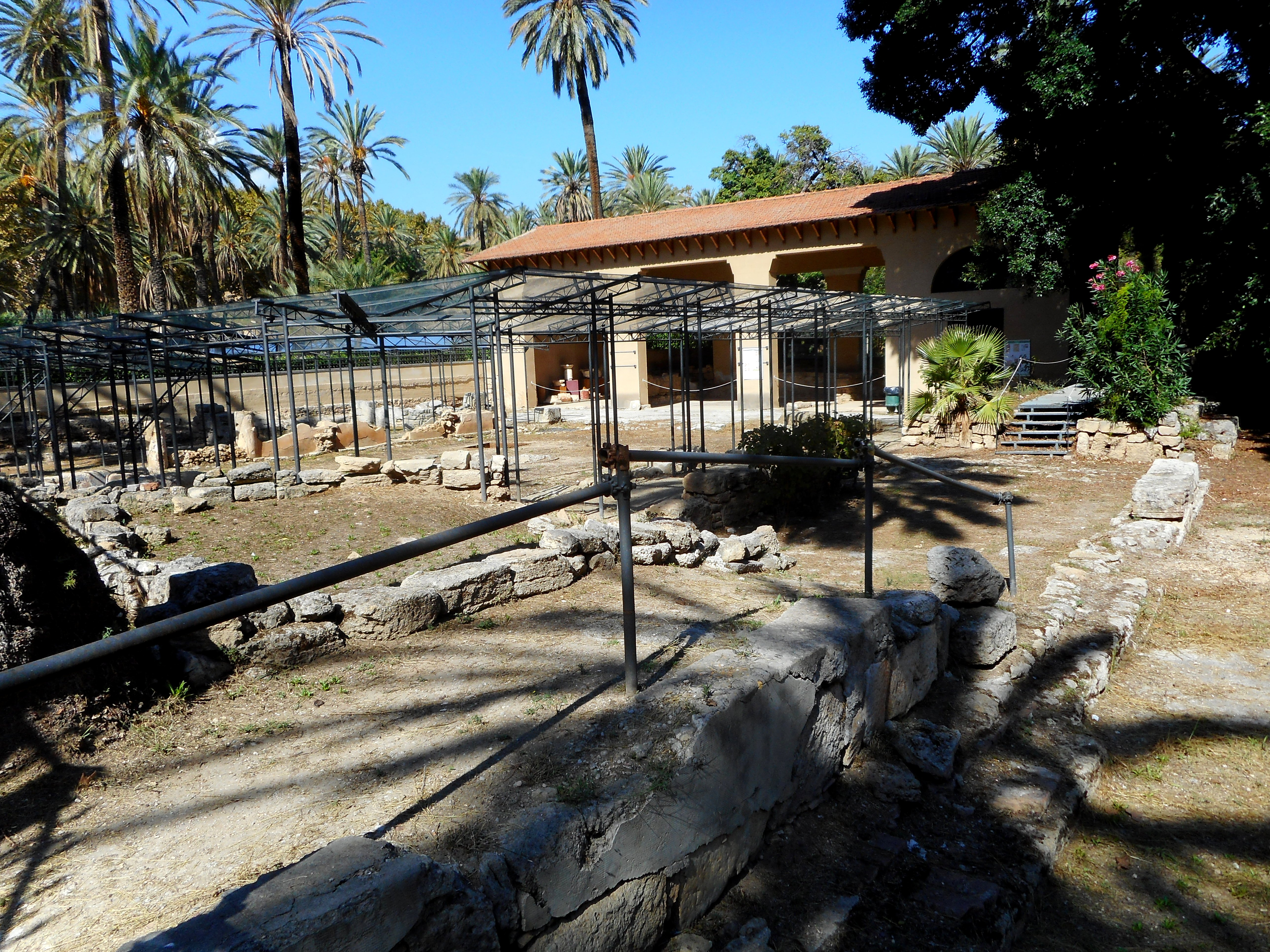
Romeinse ruïnes